# Carl Sieben
Carl Sieben (* 27. April 1864 in Aachen; † 7. Mai 1927 ebenda) war ein deutscher Architekt und Hochschullehrer. 

## Leben
Carl Sieben studierte bis 1889 Architektur an der Technischen Hochschule Aachen. Im Sommersemester 1883 wurde er Mitglied des akademischen Vereins „Delta“, des späteren Corps Delta. 1898 habilitierte er sich an der Hochschule und 1906 wurde er auf den Lehrstuhl für Baukonstruktionen berufen, den er bis zu seinem Tode innehatte. Er war auch Mitglied des Vereins Deutscher Ingenieure (VDI) und des Aachener Bezirksvereins des VDI.
Sieben wirkte auch auf den Gebieten des Innenausbaus und der Baustoffkunde. Als Architekt arbeitete er in Aachen zusammen mit Arnold Königs und Karl Henrici. Sieben gilt als einer der Lehrmeister des Architekten Emil Fahrenkamp.

## Bauten und Entwürfe
Nach Siebens Entwürfen wurden unter anderem in Aachen der Volkskindergarten an der Deliusstraße (1907–1908), die zwei herrschaftlichen Wohnhäuser Nizzaallee 2 (1907 für Otto von Pelser-Berensberg, Honorarkonsul der Niederlande) und Nizzaallee 4 (um 1910 für Otto Peltzer, Vizekonsul der Republik Argentinien), das Haus Königshügel der Unternehmerfamilie Lammertz (1913–1914) im Ortsteil Königshügel, heute Gästehaus der RWTH Aachen, und zusammen mit Erwin Kropp das ehemalige Gebäude des Werkzeugmaschinenlabors WZL der RWTH Aachen an der Wüllnerstraße (1922–1924) erbaut, außerdem in Trier an der Gilbertstraße das Wirtschaftsgebäude der ehemaligen Weinkellerei Johann Förster (1905). Auf dem Gebiet der Innenarchitektur waren es vor allem representative Stadt- und Landhäuser, denen Sieben einen zeitgemäßen Charakter verlieh. So zeugen beispielsweise die Landhäuser Hupertz, Schröder, Eisler und Alo Wilden in Aachen sowie das Haus des Brauereibesitzers Nicolaus Caspary in Trier von Siebens Vorstellungen von moderner Raumkunst.

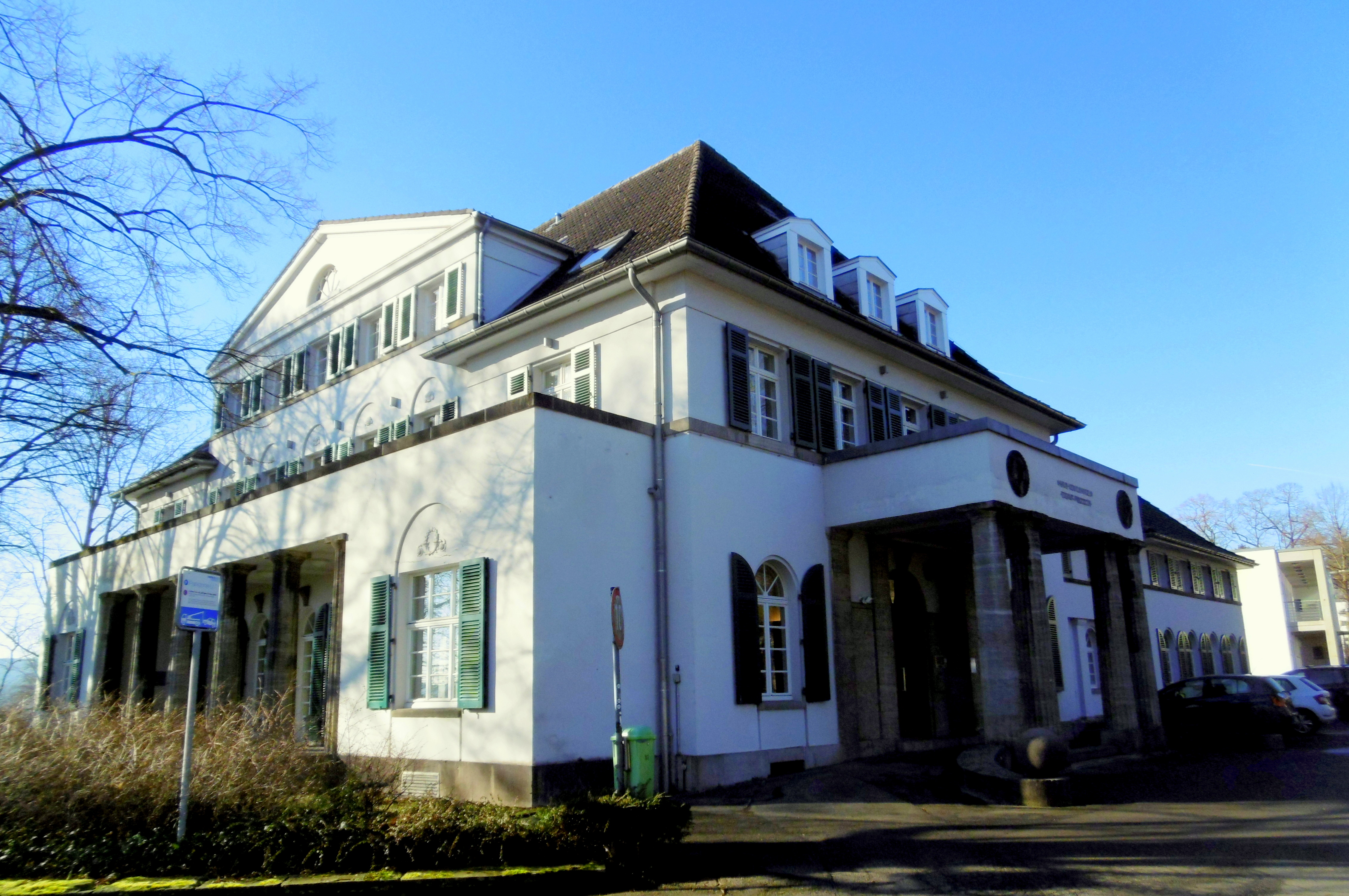
Villa Königshügel, Aachen
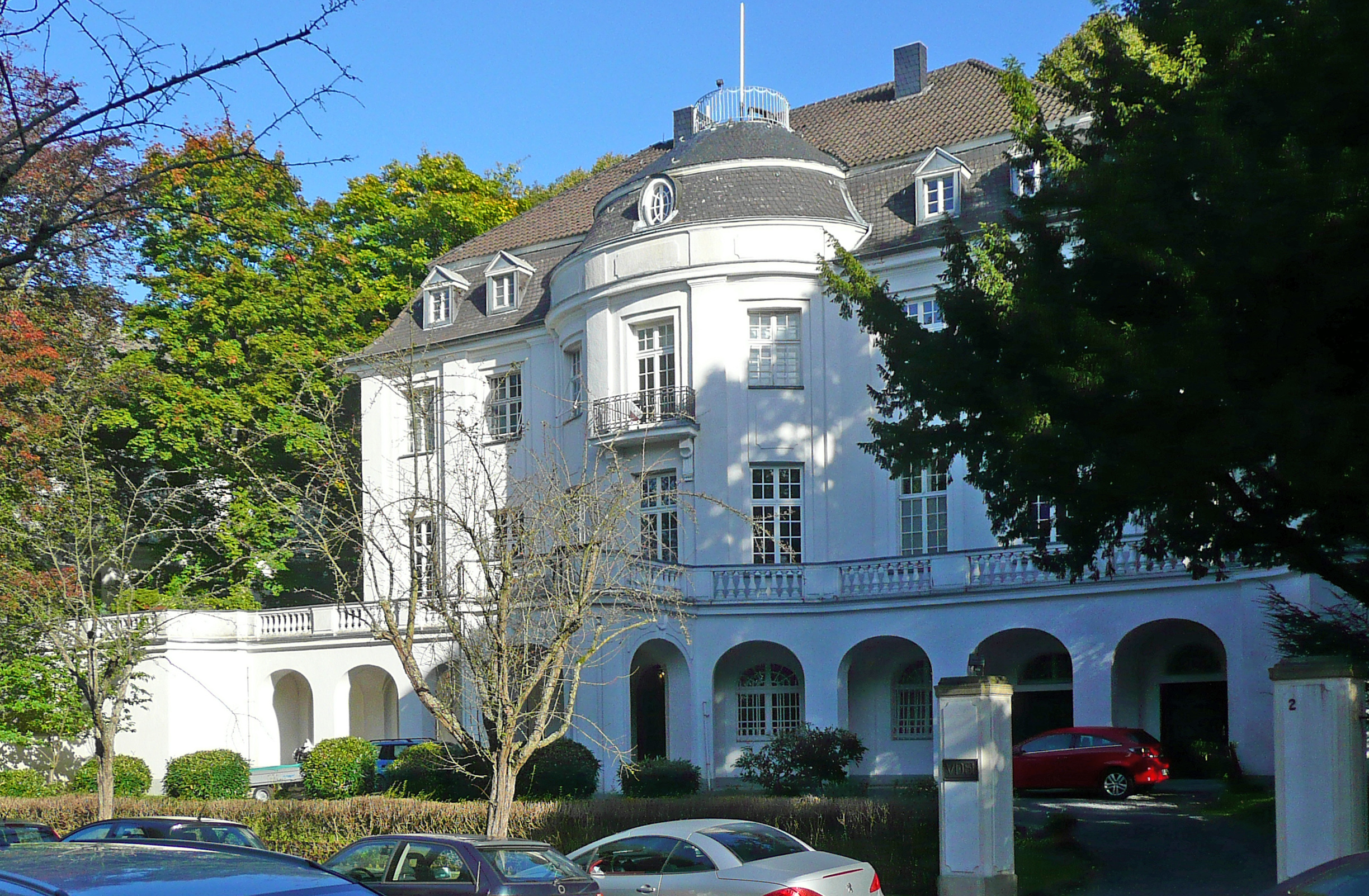
Nizzaallee 2, Aachen
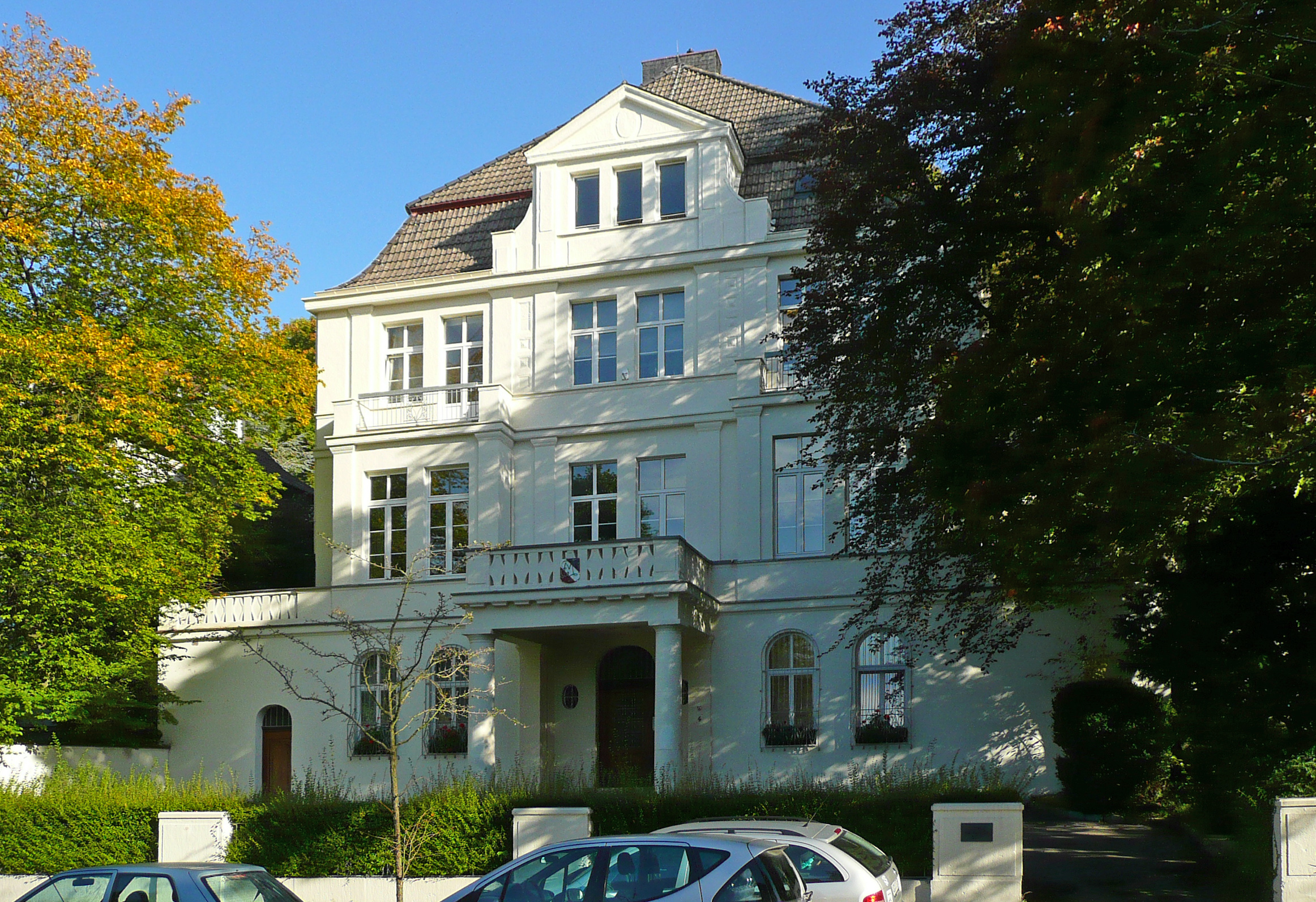
Nizzaallee 4, Aachen
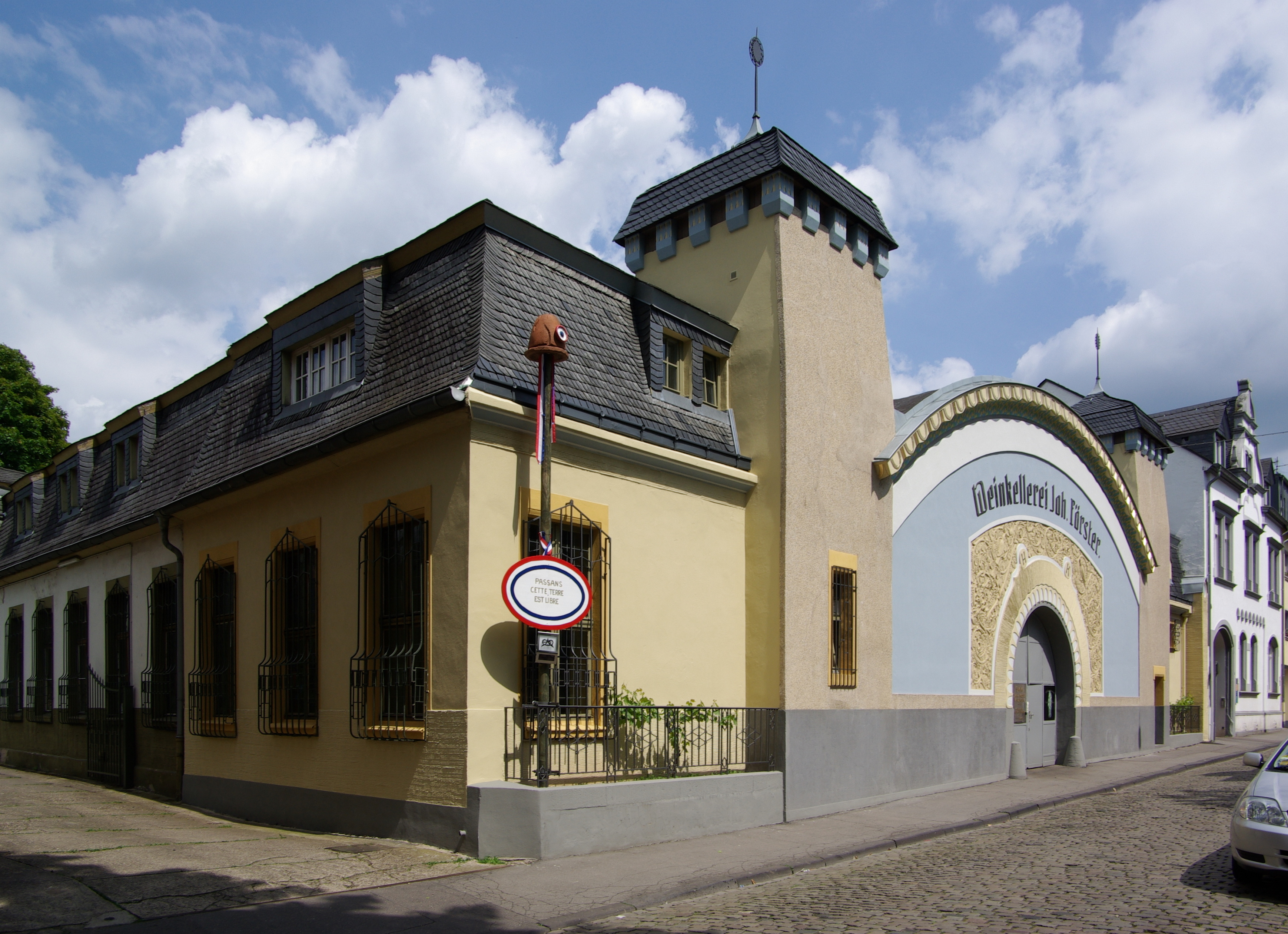
Gilbertstraße 34, Trier